# ى
El alif maqṣūrah (ألف مقصورة, álif limitado/restringido') es una letra árabe variante de álif pero con la forma de un yā (ي) sin punto. Solo aparece en final de palabra. Es comúnmente conocido en Egipto como alif layyinah ( ألف لينة , 'álif flexible'). Como letra de pleno derecho aparece en el alfabeto kazajo, alfabeto kirguís y alfabeto árabe uigur.
Aunque su apariencia es diferente de un álif regular, representa el mismo sonido /aː/, a menudo realizado como una vocal corta.
En la escritura, alif maqṣūrah es indistinguible del yā (ي) final en persa o en el árabe de Egipto, Sudán y otros lugares. Alif maqsurah se transcribe como á en la romanización ALA-LC, como ā en DIN 31635, como à en ISO 233-2, como y en kazajo y como ỳ en ISO 233.

## Unicode
| Unicode      | U+0649                     | U+FEEF                                   | U+FEF0                                |
| Unicode-Name | ARABIC LETTER ALEF MAKSURA | ARABIC LETTER ALEF MAKSURA ISOLATED FORM | ARABIC LETTER ALEF MAKSURA FINAL FORM |
| Variante     | (Automática)               | Forma aislada                            | Forma final                           |
| Apariencia   | ى                          | ﻯ                                        | ﻰ                                     |

- Datos: Q334289